# 39.º distrito congresional de California
El 39.º distrito congresional es un distrito congresional que elige a un Representante para la Cámara de Representantes de los Estados Unidos por el estado de California.  Según la Oficina del Censo, en 2011 el distrito tenía una población de 645 168 habitantes. Actualmente el distrito está representado por la Republicano Young Kim. El distrito incluye las ciudades de La Habra Heights, Walnut y Diamond Bar, las comunidades no incorporadas de Hacienda Heights y Rowland Heights en el Condado de Los Ángeles, la ciudad de Chino Hills en el Condado de San Bernardino y las ciudades de La Habra, Brea, Fullerton, Buena Park, Placentia y Yorba Linda y la porción noreste de la Ciudad de Anaheim en el Condado de Orange.

## Demografía
Según la Oficina del Censo de los Estados Unidos, en 2011 había 645 168 personas residiendo en el 39.º distrito congresional. De los 645 168 habitantes, el distrito estaba compuesto por 311 160 (48.2%) blancos; de esos, 295 781 (45.8%) eran blancos no latinos o hispanos. Además 33 073 (5.1%) eran afroamericanos o negros, 4 383 (0.7%) eran nativos de Alaska o amerindios, 68 411 (10.6%) eran asiáticos, 2 193 (0.3%) eran nativos de Hawái o isleños del Pacífico, 222 618 (34.5%) eran de otras razas y 18 709 (2.9%) pertenecían a dos o más razas. Del total de la población 430 682 (66.8%) eran hispanos o latinos de cualquier raza; 372 723 (57.8%) eran de ascendencia mexicana, 3 547 (0.5%) puertorriqueña y 1 711 (0.3%) cubana. Además del inglés, 4 458 (54.5%) personas mayor a cinco años de edad hablaban español perfectamente.
El número total de hogares en el distrito era de 175 334 y el 81.8% eran familias en la cual el 42.8 tenían menores de 18 años de edad viviendo con ellos. De todas las familias viviendo en el distrito, solamente el 55.3% eran matrimonios. Del total de hogares en el distrito, el 6.1 eran parejas que no estaban casadas, mientras que el 0.4% eran parejas del mismo sexo. El promedio de personas por hogar era de 3.63. 
En 2011 los ingresos medios por hogar en el distrito congresional eran de US$54 143, y los ingresos medios por familia eran de US$68 931. Los hogares que no formaban una familia tenían unos ingresos de US$31 041. El salario promedio de tiempo completo para los hombres era de US$35 896 frente a los US$34 484 para las mujeres. La renta per cápita para el distrito era de US$18 872. Alrededor del 14% de la población estaban por debajo del umbral de pobreza.